# Marian Norkowski
Marian Stanisław Norkowski (Toruń, 1935. május 17. – Varsó, 2001. március 7.) lengyel válogatott labdarúgó.

## Pályafutása
A Toruń együttesében kezdte a pályafutását. 1952-ben a Polonia Bydgoszcz csapatához igazolt, ahol 1969-ig játszott, ebből 7 szezont az első ligában, és 91 gólt szerzett. 1960-ban a lengyel bajnokság gólkirálya lett 17 góllal. 1955-ben egy mérkőzést játszott a Gwardia Warszawa színeiben a svéd Djurgårdens ellen Stockholmban, az Bajnokcsapatok Európa-kupája keretében. A lengyel válogatottban 6 mérkőzésen szerepelt, és 1 gólt szerzett. Részt vett az 1960-as római olimpián. Pályafutása befejezése után edzőként dolgozott, többek között: a Polonia Bydgoszczban.
A Szent István katolikus temetőben temették el Bydgoszczban. 2009. március 7-én, halálának nyolcadik évfordulóján avatták fel a labdarúgó szurkolók által finanszírozott emléktábláját a Polonia Bydgoszcz stadion főlelátójának elülső részén.

## Fordítás
- Ez a szócikk részben vagy egészben  a   Marian Norkowski című lengyel Wikipédia-szócikk ezen változatának fordításán alapul.  Az eredeti cikk szerkesztőit annak laptörténete sorolja fel. Ez a jelzés csupán a megfogalmazás eredetét és a szerzői jogokat jelzi, nem szolgál a cikkben szereplő információk forrásmegjelöléseként.